# Dictionary of the Fungi
Dictionary of the Fungi – książka zawierająca najbardziej kompletną listę rodzajów grzybów (Fungi), ich rodzin i rzędów i wyższych taksonów. Opiera się na współczesnej taksonomii, aktualizowanej o wyniki nowych badań filogenetycznych. Dla każdego rodzaju podano publikację, w której został on po raz pierwszy opisany, datę publikacji, status, pozycję systematyczną, liczbę zaakceptowanych gatunków, rozmieszczenie i kluczowe odniesienia. Dla wszystkich grup grzybów są podane szczegółowe diagnozy rodzin, rzędów i wyższych taksonów. Ponadto istnieją notatki biograficzne, informacje o dobrze znanych metabolitach i mykotoksynach oraz zwięzłe opisy prawie wszystkich częstych i stosowanych aspektów tematu (w tym cytaty z ważnej literatury).
Dictionary of the Fungi wydane zostały po raz pierwszy w 1943 r. Następne wydania pojawiły się w 1945, 1950, 1954, 1961, 1971, 1983, 1991, 2001, 2008 roku. Autorami najnowszego wydania z 2008 r. są: Paul M. Kirk (CABI, UK). Paul F. Cannon (CABI, UK.), David W. Minter (CABI, UK.), J. A. Stalpers is at CBS (Holandia). Książka ma 771 stron i zawiera ponad 21 000 taksonów. Wydawana jest przez Centre for Agriculture and Bioscience International (CABI).
Na Dictionary of the Fungi opiera się dostępna w internecie bez logowania CABI databases. Jest to hierarchiczna systematyka 3 królestw: grzyby, Protista i Chromista. Na Dictionary of the Fungi opiera się również klasyfikacja tych organizmów na Index Fungorum i w Mycobanku. Przyjęta na wikipedii systematyka grzybów i chromistów bazuje na CABI databases i Index Fungorum.